# Camptolepis
Camptolepis es un género con cuatro especies de plantas de flores perteneciente a la familia Sapindaceae. 

## Especies seleccionadas
- Camptolepis crassifolia
- Camptolepis grandiflora
- Camptolepis hygrophila
- Camptolepis ramiflora